# Якимово (община)
Якимово (болг. Община Якимово) — община в Болгарии. Входит в состав Монтанской области. Население составляет 5034 человека (на 21.07.2005 г.).

## Состав общины
В состав общины входят следующие населённые пункты:
1. Долно-Церовене
2. Дылгоделци
3. Комоштица
4. Якимово